# 計算機與化學工程
《計算機與化學工程》（英語：Computers & Chemical Engineering）是程序系統工程領域的國際同行評審科學期刊。該期刊接受有關程序系統工程的一般性論文，以及計算和系統技術在化學工程問題中應用的新發展的新興領域和主題。該雜誌成立於1977年，每年出版12次。該雜誌目前的主編是埃夫斯特拉提奧斯·N·皮斯蒂科普洛斯，編輯則包含傑·H·李、A·B·波沃阿與尤峰崎等人。《計算機與化學工程》為作者提供兩種發表研究的選擇：金牌開放獲取和訂閱。該期刊2019年影響因子為4.000。